# Khalihenna Ould Errachid
Khalihenna Ould Errachid (Laâyoune, 24 novembre 1951) è un politico marocchino di etnia sahrawi.

## Biografia
Membro di una famiglia influente della tribù Reguibat, Khalihenna Ould Errachid fece i suoi studi superiori a Madrid prima che il Marocco decida di lanciare la Marcia Verde nel novembre 1975 e che giungerà alla retrocessione delle province sahariane. Khalihenna Ould Errachid è del resto uno dei parenti collaboratori del re Hassan II per i preparativi strategici, politici, diplomatici e securitari di questa marcia. Quando la Spagna ha lasciato il territorio saharawi nel 1975, Khalihenna Ould Errachid ha dichiarato la sua fedeltà al re del Marocco e sarà incaricato dal sovrano di difendere alle Nazioni Unite la ratifica dell'Accordo di Madrid. Khalihenna Ould Errachid è stato nominato ministro degli affari sahariani nel 1977 e, nello stesso anno, è stato eletto deputato di Laayoune. Nel 1977 diventa membro del comitato e dell'ufficio esecutivo del Raduno nazionale degli indipendenti (RNI), che lascia all'inizio dell'anno 1981 per partecipare alla creazione del Partito nazionale democratico (PND). Khalihenna Ould Errachid assume anche la funzione di sindaco di Laayoune dal 1983 al 2009. Ha anche condotto molte missioni diplomatiche reali presso le Nazioni Unite, del Movimento dei paesi non allineati e dell'Organizzazione dell'unità africana.
Nell'anno 2000, sarà incaricato dal re Mohammed VI di partecipare ai negoziati condotti da James Baker a Londra ed a Berlino. Il 25 marzo 2006, il sovrano lo nomina presidente del Consiglio Reale Consultivo per gli Affari Sahariani (CORCAS).

## Vita privata
Suo fratello Hamdi Ould Rachid divenne sindaco della città di Laâyoune alle elezioni comunali del 2009.